# Гришутино (Новгородская область)
Гришутино — деревня без постоянного населения в Хвойнинском муниципальном районе Новгородской области, относится к Минецкому сельскому поселению. Площадь земель деревни — 15 га.
Гришутино находится на высоте 161 м над уровнем моря, к северо-западу от административного центра сельского поселения — села Минцы.

## Население
| 2009 | 2010 |
| ---- | ---- |
| 0    | →0   |

## История
В Боровичском уезде Новгородской губернии Гришутино относилось к Минецкой волости (Минецко-Старско-Горской волости). В 1785 году в деревне числилось 39 душ (Ивана Сергеева сына Путилова Артемья Маркова сына Пустошкина Андреяна Васильева сына Шамшева Веры Герасимовой дочери Мяхкой, 7 дворов и усадьба) — 24 мужчины и 15 женщин. На 1896—1897 гг. в Гришутине было 32 двора, проживали 82 мужчины и 85 женщин, а также было 12 детей школьного возраста — 6 мальчиков и 6 девочек. В 1910 году здесь было 36 дворов, проживали 190 жителей: 87 мужчин и 103 женщины, работал хлебо-запасный магазин.
К 1924 году Гришутино центр Гришутинского сельсовета в Минецкой волости. 1 августа 1927 года постановлением ВЦИК Боровичский уезд вошёл в состав новообразованного Боровичского округа Ленинградской области, Гришутинский сельсовет вошёл в состав новообразованного Минецкого района этого округа. Население деревни Гришутино по переписи 1926 года — 204 человека. В ноябре 1928 Гришутинский сельсовет был упразднён, а Гришутино вошло в состав Минецкого сельсовета. Постановлением ЦИК и СНК СССР от 23 июля 1930 года Боровичский округ был упразднён, район стал подчинён Леноблисполкому. 20 сентября 1931 года Минецкий район был переименован в Хвойнинский, а центр района из села Минцы перенесён на станцию Хвойная. Население деревни Гришутино в 1940 году — 139 человек. Указом Президиума Верховного Совета СССР от 5 июля 1944 года Хвойнинский район вошёл во вновь образованную Новгородскую область.
27 сентября 1950 года решением Новгородского облисполкома № 1175 из Минецкого сельсовета в Подсосенский сельсовет были переданы деревни Бревново, Гришутино, Осечище, Пестово и Скуратово. 21 июня 1954 года решением Новгородского облисполкома № 366 в состав Минецкого сельсовета были переданы деревни Бревново, Бувыкино, Гришутино, Кривандино, Крушиново, Омошье, Осечищи, Пестово и Скуратово из упразднённого Подсосенского сельсовета. Во время неудавшейся всесоюзной реформы по делению на сельские и промышленные районы и парторганизации, в соответствии с решениями ноябрьского (1962 года) пленума ЦК КПСС «о перестройке партийного руководства народным хозяйством», с 10 декабря 1962 года Решением Новгородского облисполкома № 764, Хвойнинский район был упразднён, Гришутино и Минецкий сельсовет вошли в крупный Пестовский сельский район, а 1 февраля 1963 года Президиум Верховного Совета РСФСР своим Указом утвердил Решение Новгородского облисполкома. Пленум ЦК КПСС, состоявшийся 16 ноября 1964 года, восстановил прежний принцип партийного руководства народным хозяйством, после чего Указом Верховного Совета РСФСР от 12 января 1965 года и сельсовет и деревня во вновь восстановленном Хвойнинском районе.
С принятием закона от 6 июля 1991 года «О местном самоуправлении в РСФСР» была образована Администрация Минецкого сельсовета (Минецкая сельская администрация), затем Указом Президента РФ № 1617 от 9 октября 1993 года «О реформе представительных органов власти и органов местного самоуправления в Российской Федерации» деятельность Минецкого сельского Совета была досрочно прекращена, а его полномочия переданы Администрации Минецкого сельсовета. По результатам муниципальной реформы, с 2005 года деревня Гришутино входит в состав муниципального образования — Минецкое сельское поселение Хвойнинского муниципального района (местное самоуправление), по административно-территориальному устройству подчинена администрации Минецкого сельского поселения Хвойнинского района.